# 国际社会对白纸运动的反应
许多地区的政府首脑和政客对中华人民共和国国内发生的白纸运动表示关注，部分政客表示同情抗议者。联合国人权事务高级专员办事处发言人劳伦斯表示：“我们呼吁（中国）当局依照国际人权法律及标准回应抗议活动。任何人都不应因为和平表达意见而被任意拘留”。该事件也得到了除中国大陆外全球众多媒体的报道。

## 各大洲

### 亚洲
- 中華民國（臺灣）
  - 外交部發言人兼公眾外交協調會執行長歐江安於例行新聞說明會上表示關切，並呼籲中華人民共和國政府應儘速採取合理適當的防疫措施、逐步調整與放鬆不合理的管制，讓中國大陸社會早日回歸正常。[1]
  - 陸委會表示關切，並呼籲中華人民共和國政府應儘速回應人民訴求，調整不合理和過當的限制，且以理性和平的態度處理事件。[2]
  - 民進黨發表聲明，表示密切關注中國白紙革命，人民向政府表達訴求是基本權利，中共當局必須正視人民的聲音。[3]
  - 民進黨副秘書長，太陽花學運學生領袖林飛帆，在臉書呼籲大家一同關注、聲援白紙革命，也呼籲中共不要用鎮壓手段對付中國民眾。[4]
  - 國民黨主席朱立倫在臉書發表「民主自由 人權無價」八字。呼籲北京當局「傾聽、正視人民需求，才能避免衝突擴大」。同時在臉書發起藍營立委集體更換頭像的活動來支持白紙革命。[5][6]
  - 中國國民黨前主席，立法委員江啟臣更換其臉書頭像為白紙以聲援白紙革命，表示「理性面對人民訴求是政府的義務，照顧人民是政府的責任，自由民主是普世價值」並呼籲其他人士響應，隨後多位國民黨立委相繼響應。[6]
  - 海基會代理董事長許勝雄指出，中國大陸防疫封控措施讓人民產生極大心理與生存上的壓力，這次示威範圍、人數，反映出民眾積壓已久的不滿情緒[7]。

- 朝鮮民主主義人民共和國
  - 朝鲜两名不願意透露姓名的外贸官员对此次示威深感震驚，他们称：这种示威游行在朝鲜本土不可能允许。除此之外，他们对示威者直接指明要求习近平下台感到非常吃惊。[8]

### 欧洲
- 英国
  - 首相苏纳克办公室的发言人表示，“逮捕只是工作的记者令人震惊，不可接受。记者必须能在没有恐惧和威胁的情况下工作。”[9]此外，苏纳克在当地时间2022年11月29日举行的有英国商界领袖和外交政策专家参与的伦敦市长宴会上说，面对国内示威，北京“选择进一步镇压，包括袭击一名BBC记者”。他说：“我们认知到中国对我们的价值观和利益构成了系统性的挑战，随着中国走向更加独裁，这一挑战变得更加严峻。” [10]
  - 商務大臣夏普斯譴責，有記者在上海採訪反封控示威時遭到中國警察逮捕與毆打的行為，並表示有關行為「令人無法接受」，「無論發生什麼狀況，新聞自由都應是神聖不可侵犯」。[11]
  - 英國政府就BBC記者愛德華·勞倫斯遭逮捕一事傳召中華人民共和國駐英大使鄭澤光。英國外交大臣詹姆士·柯維立稱該事件「極為困擾」，並强調「捍衛新聞自由至關重要」[12]，亦表示北京应当尊重公民针对当前抗疫政策示威的权利。[13]
- 德国
  - 总统弗兰克-瓦尔特·施泰因迈尔表示，他“理解”中国的抗议者对严厉的清零政策的“厌烦”。他说，“我们都记得我们自己与新冠病毒的斗争，以及它所代表的负担。”“我们可以想象，这对中国人来说是多么大的负担，因为中国的措施要严格得多，已经实施了很长时间，而且还在进一步收紧。”他还表示“希望中国当局尊重表达和示威自由的权利”。[14][15]
  - 德國政府發言人史特芬·海貝施翠表示，建議中國引進BNT疫苗（復必泰）對抗疫情，歐洲在接種mRNA技術疫苗的經驗很好，總理朔爾茨訪京時已表明這一點。[16]

### 北美洲
- 美国
  - 美國白宮國家安全會議發言人约翰·柯比11月28日於白宮的例行記者會上表示，對於中國多地抗議，總統拜登「肯定非常關注此事」，柯比表示：「總統不會為世界各地的示威者發聲，因為示威者自己會發聲。」但他強調，美國支持示威者和平抗議的權利[17]。12月2日，他进一步表示拜登政府一直在谈论“我们如何认真对待自由集会和言论自由以及和平抗议的权利，我们将继续这样做，无论是在中国还是伊朗或其他任何地方。”，“政府正在密切关注抗议活动，并公开反对使用暴力。 ”，“我们相信，我们也说过，任何政府——无论是民主政府还是独裁政府——都不应该胁迫、恐吓、伤害或阻碍人们和平抗议的能力。”[18]
  - 白宮國家安全會議發表聲明指出：「我們長久以來都一直強調，在美國和世界各地，人人都有和平抗議的權利，這包括中國在內。」同時表示，美國專注於對抗新冠病毒的「有效方法」，包括提高疫苗接種率，直言「我們認為中國想要透過清零戰略來遏制這種病毒，將會非常困難」。[17]
  - 美国驻华大使馆發表聲明認為中國政府可能擴大疫情防控措施，包括居家隔離、大規模檢測、場所關停、交通中斷、封控等等，鼓勵居留中國的美國公民為自己和家庭成員保存14天的藥物、瓶裝水和食物供應，伯恩斯大使和其他官員已經定期向中國高層提出對其問題的關切[19]。
  - 美国参议院中，由共和党籍国会议员托德·揚、丹·沙利文、民主党籍国会议员傑夫·默克利、少数党领袖米奇·麦康奈尔领衔，包括两党42名联邦参议员联署致中国驻美国大使秦刚的公开信。信中表示：“我们正在非常仔细地关注中国目前针对贵国政府政策的和平抗议活动。我们也在密切关注中国共产党对他们的反应”，“1989年，中国共产党和人民解放军对和平抗议的中国学生进行了暴力镇压，造成数百甚至数千人死亡。”，“我们以最强烈的措辞警告中共不要再次对只想获得更多自由的和平中国抗议者进行暴力镇压。如果发生这种情况，我们认为美中关系将面临严重后果，造成巨大损害。”[18]
  - 美國參議院情報委員會主席马克·沃纳表示，国会议员在公开反对中共对待抗议者方面比白宫有更多的自由，他说“我们不想为（中共的）宣传机器买单”，“如果他们能够将这描绘成一种反华或西方的阴谋，那就会破坏那些试图与之站在一起的抗议者。”[18]
  - 美国国务卿表示，他支持在中国反对防控措施的抗议活动。他表示：“无论是在中国，伊朗还是在世界任何一个地方，我们支持各地民众的权利，支持他们和平集会和言论自由权。” 他还补充说，将在2023初访问中国时把该问题提到议程。[20]
- 加拿大
  - 加拿大總理賈斯汀·杜魯多認為「中國的人民應被允許可以表達自身訴求與觀點，甚至是進行抗議行動。」[21]

## 国际组织
- 联合国人权事务高级专员发言人劳伦斯表示：「我们呼吁（中国）当局依照国际人权法律及标准回应抗议活动。任何人都不应因为和平表达意见而被任意拘留。」[22]
- 世界維吾爾代表大會發表聲明，呼籲國際社會立即採取行動，追究中國政府推卸責任、漠視維吾爾人生命。世維會也呼籲中國政府終止極端防疫封控措施。[23]

## 媒体报道
- 美国
  - 《華爾街日報》在報道中表示：「考慮到在中國，監控的力度之大、範圍之廣，以及異見人士可能面臨的後果（包括長期監禁），上週末的抗議活動相當引人注目。」，「在中國，公開表達憤怒的情形並不常見，在過去十年裡，中國對異見人士的打壓力度已經加強。除了民族主義情緒的爆發，如反日抗議活動，在中國多個城市爆發對同一問題的抗議活動幾乎聞所未聞。自1989年天安門廣場抗議活動以來，中共曾允許一些地方性的示威活動，但把防止全國性的抗議活動作為一項優先事項。」[24]
  - 《纽约时报》指出，若这些对清零策略的共同不满最终演变为野火燎原般的示威，那么就会如同1989年的天安门事件一样成为中共的噩梦。报道还引述重庆市的一名男子在一段视频中宣称，“这个世界只有一种病，它叫不自由和穷，我们现在全占到”。[25]报道指出，这次抗议中要求政治变革的人群标志着被压制下去的异见思想的复苏。在习近平统治了10年后，异见思想似乎已不复存在，但它们在网络审查的缝隙中、在小型私人书店里、在让不同世代的志同道合者聚在一起的非正式社交圈里幸存了下来。[26]一篇报道称，“中国的抗议生动地呈现出习近平政府与人民的距离有多远。”[27]
  - 《赫芬顿邮报》刊出两名上海外籍居民的这一段时间的经历。两人讲述说，大部分居住在中国的外国人已经离开了这个国家。上海居民如此愤怒的原因和不规范的封控政策有直接关联。[28]
- 英国
  - 路透社说，要测量这次从1989年以来的规模最大的抗议示威活动的民众情绪的强烈程度非常困难。人们都知道当局通过无处不在的摄像头正在无时无刻地关注着他们的一举一动，一言一行。每年所投入的巨大维稳经费以及以此所建立的无孔不入的维稳体系，给中国提供了镇压异见势力所需要的一切信息和手段。这也解释了为什么这次在各地发生的骚乱中，人们只敢发泄对长期被禁锢在家导致的不方便，对如此不近人情的封控觉得没有必要，而却不敢再往前迈进一步，把不满的矛头指向中共和它独断专行的领袖习近平。[29]
  - 《衛報》則指出：「在中國，大規模公眾抗議是罕見的，在習近平的領導下，異議空間幾乎都消除了，迫使公民大多在社交媒體上發洩不滿，他們在那裡與審查員玩貓捉老鼠游戲。」[30][31]
  - 《獨立報》認為，中國政府似乎「大大低估」了人民對「清零」政策日益增加的不滿。「比起習近平的其他政策，『清零』更能反映他的統治、以及他的社會管控和專制官僚機器。烏魯木齊的抗議活動本身就值得注意，因為新疆是中國控制最嚴格的省份之一：那裡的維吾爾穆斯林少數民族不得不忍受多年的嚴酷壓迫。」，但報道認為「目前的抗議活動會對習近平的統治造成致命打擊是天真的想法，考慮到中國當局對社會的控制幾乎無所不在，出現批評習近平的權威的更大膽的口號是一個重大的考驗。」[32]

- 德国
  - 《南德意志報》發表報道並評論，「沒有人預言一場革命正在醞釀。抗議者沒有組織、沒有共同的訴求方向，而黨和如今已經數字化的監控機器的權力幾乎沒有上限。盡管如此，這個抗議之夜不同尋常。它發生在中共二十大舉行後不久，而習近平的權力在會議上再次得到了鞏固。也或許它正因此而在眼下發生，因為這次黨代會給人民帶來的是又一次苦澀的失望。」[33]
  - 德国电视一台报道说，抗议活动在多个城市继续扩大。民眾在发泄对严格的清零防疫政策的怒火。在上海的抗议活动成为公开反对国家和党的领导人习近平的活动。民眾要求习近平下台，要求自由和结束封锁。这在没有言论自由，新闻自由和示威游行权的中国，是极其罕见的。但中国继续坚持清零战略并且为此在世界上形单影只。而警察在上海将民眾为哀悼乌鲁木齐火灾死者献的鲜花搬走，也让民眾不能理解[34]。
  - 《商报》报道说，许多人越来越不愿意向严格的防疫措施低头。骚乱正在爆发。上海、南京、北京等地都出现了抗议活动。视频显示，民眾高呼“为人民服务”和“我们要自由”。2022年春天，上海刚封城两个月时，当时已出现了罕见的抗议活动。在中国各地，民眾现在互相播放转发抗议活动的视频，以表达他们多么绝望。[35][36]
  - 《时代周报》写道：中国严格的清零政策导致越来越多的抗议活动。这种针对政府和中国头号人物的公开抗议在中国极为罕见。当前的抗议活动显然不仅仅是为了要求放宽清零战略，它们还显示出民众对当前执政风格政府作风的普遍愤怒和不满。[37][38]
  - 《法兰克福汇报》报道说，有数千名中国人在上海汇集，抗议新冠防疫政策、共产党和习近平本人。在其他地方，也出现了抗议活动。清华大学学生要求民主，法治和言论自由。中国领导层的回应是继续严厉，但有所让步。中国的抗议活动大多局限于当地问题，例如环境或银行业丑闻或拖欠工资。但这次不一样了，人民的愤怒剑指共产党。从共产党领导层的角度来看，抗议活动来自不同的社会群体，这肯定是令人担忧的事。北京众多封锁安置点的居民显然受到抗议活动的鼓舞，大声要求开放，并要求在检测呈阳性时有权在家自我隔离。北京地方政府周日宣布了有限的宽松政策。新疆地方政府也宣布会逐渐放宽防疫措施，有居民表示确实已有所松动。显然，政府试图通过这种方式安抚示威者，争取时间。[39][40]
- 法國
  - 《觀點》週刊指出，在抗疫政策上，中國官方的言論與實際執行似乎是兩個平行世界，中共二十大之後，中央政府發布了20項寬鬆措施包括放鬆對國際旅客的限制等，但這些放鬆不應該視為 「清零」政策的改變，因為當局所謂“動態清零”，意味著任何措施都有很大實施的空間。[41][42]
  - 法国国际广播电台认为，此次运动让世界看到了生于互联网长于互联网一代人的号召力行动力和坚守人性底线的道德力。文章形容道，“一场自发的无字白纸抗议运动迅速蔓延，民众瞬间忘记恐惧，义无反顾，喊出亿万人民的心声”。[43]
  - 《费加罗报》表示，在释放出种种可能放松对疫情管控迹象的同时，北京正在加紧镇压此前敢于挑战政府的抗议者。警方正在使用包括通过电话数据进行地理定位、或专家进行面部识别等方式在内的各种现代化手段，追踪每一位抗议者的行踪。曾举行了示威抗议的上海乌鲁木齐中路和北京四通桥等场所均受到严密的安全措施封锁，以防止抗议者于周末再次返回。[44]
  - 《解放报》强调，中国一方面加紧镇压，另一方面却在放缓对疫情的管控。放松管控虽然令世界卫生组织感到欣慰，却也颇令有关方面专家感到担忧。引发他们担心的，首先是中国老年人口的疫苗接种率极低，其次则是中国疫苗的保护性远低于mRNA疫苗。报道引述爱丁堡大学一名教授（Devi Sridhar）在《衛報》上刊出的一篇专栏文章内容，发出警告指出：如果中国放弃封禁措施，任由一大波感染爆发，将导致极高的死亡率。并将使本已脆弱的医疗体系不堪重负。[45]
  - 法新社指出，白纸起先是用于抗议中国的防疫限制，随后更扩大为呼吁言论自由和政治权利的示威活动，且演变为继89年六四事件之后最大的示威活动。且示威者举一张A4空白纸，既象征言论自由的缺失，也代表了不能说的一切[46]。

- 日本
  - 《经济新闻》认为，这是习近平自2012年开始，执政十年来最大危机，面临羞辱性撤退。中国周末清零政策的抗议者来自不同社会背景，从生产iPhone巨型工厂的农民工、大学生到中产阶级城市居民，清零让来自所有社会背景的人受害。[47]

- 新加坡
  - 端传媒发表文章《从负到零的中国抗议：如果转折点没有来，是因为现在才是开始》，作者郑昶人认为，在习近平强化党权的方针下，公民自发的反对运动偃旗息鼓已久，可以说中国的公民社会不只是归零而是倒退到了负数。在悼念乌鲁木齐遇难者的哀伤和针对清零政策的不满之中，中国的公民运动至少完成了从负到零的重现。之所以是零，是因为现在才是新的开始。文章说，多地抗议活动之间的联系并不足够明晰，多米诺式的范围扩大并不能形成针对动态清零政策本身的运动，而是很容易停留在自己解封就行。运动的主要诉求和动机都在于民生、经济，而这实际上并不是解封能马上解决的，甚至很可能也是解封无法解决的。运动需要延续存在，要么寻求一个更有力的身份动员机制，要么就只能在更高层次寻求更宏观的联系，卷入更多诉求。因此最意外也最重要的是从南京传媒学院开始的大学呼应和白纸抗议，明确地提出了高于解封的联系，真正具备成为政治运动的潜力。[48]

- 中華民國（臺灣）
  - 《新新聞》发表文章《习近平意外的圣诞礼物》，作者顾尔德认为，中国各地反封控抗争已不只是在反清零政策，这个抗争牵涉到疫情对各阶级不同的冲击，封控措施已让许多民众没工作、没收入，民众的不满不只是行动自由被限制，也是求生存的呐喊。文章说，接下来对中国疫情的观察重点包括：如果疫情飙升，清零政策是否会卷土重来？如果卷土重来，民间还有没有能量抗争？如果松绑政策顺利推展，民间会不会提出其他方面的维权诉求？此外，中共政权何时会对那些参与“白纸革命”的民众秋后算帐？ 整肃的幅度又会牵连多广？[48]